# Dunkerque fyr
Dunkerque fyr (franska: Phare de Dunkerque) är en fyr i västra delen av Dunkerques hamn i regionen  Hauts-de-France i norra Frankrike.
Fyren, som tändes första gången den 1 maj 1843, är byggd ovanpå ruinerna av fortet Risban från 1680-talet. Den är 59 meter hög och Frankrikes högsta fyr av tegel samt en av de högsta tegelfyrarna i världen.
Det runda tornet är vitmålat och står ovanpå fyrvaktarbostaden. Den översta delen är dekorerad med vertikala svarta ränder, lanterninen är brun och balkongen är svart. Fyrapparaten är försedd med en Fresnel-lins av första ordningen och visar två blixtar var tionde sekund. Lysvidden är 26 sjömil.
Den första fyren på platsen tändes år 1683 och revs år 1713 till följd av freden i Utrecht. I november 1838 beslöt myndigheterna att låta bygga en ny fyr. Byggnationen började år 1941 och avslutades två år senare. Byggkostnaden uppgick till 212 586 guldfranc.
Den första fyrlyktan eldades med vegetabilisk olja och från 1875 med mineralolja. Den  elektrifierades och försågs med en båglampa år 1885 och automatiserades år 1985. Den renoverades år 2002.
Fyrplatsen är öppen och fyren kan besökas i juli och augusti samt hela året av grupper efter förbokning. Det är 276 trappsteg upp till toppen.